# Isidore (plateforme)
Pour les articles homonymes, voir Isidore.
ISIDORE est une plateforme et un moteur de recherche permettant la recherche et l'accès aux données numériques et numérisées de la recherche en sciences humaines et sociales (SHS) développée par l'infrastructure Huma-Num. Il entre dans la catégorie des instruments favorisant la découvrabilité des publications en SHS.

## Histoire et éléments de feuille de route
ISIDORE est l'un des projets développé par le très grand équipement Adonis du CNRS fusionné aujourd'hui dans l'infrastructure de recherche Huma-Num. Conçu par l'équipe du TGE Adonis à la suite d'une étude sur la création d'un portail en sciences humaines et sociales, le site a été commencé en 2009 et proposé en version bêta dès 2010. Il a été mis en œuvre par le Centre pour la communication scientifique directe (CCSD) avec le concours des sociétés Antidot, Sword et Mondeca entre 2010 et 2015. Piloté et exploité directement par Huma-Num depuis 2016, la plateforme associe un grand nombre de producteurs de données venant du monde entier : plateformes d'édition électronique (Cairn.info, Persée, OpenEdition Journals, Érudit, etc.), bibliothèques numériques (Gallica de la BnF, Mazarinum de la bibliothèque Mazarine, bibliothèque Sainte-Geneviève, bibliothèque inter-universitaire de médecine, etc.), archives ouvertes (HAL-SHS, mais aussi theses.fr, TEL, etc.) et un très grand nombre de bases de données scientifiques produites dans les laboratoires de recherche en France, en Europe et au delà (OApen, Redalyc, CSIC, Université du Michigan, etc.). 
La dernière version, largement remaniée en 2018 avec le concours de enseignants-chercheurs, propose un espace connecté formant un vaste réseau scientifique.
ISIDORE a inspiré de nombreux projets : en mai 2019, Huma-Num IR* et l'infrastructure OpenEdition ont annoncé conjointement le développement du projet européen TRIPLE qui s'appuie sur les principes d'ISIDORE,. Le portail Matilda s’inscrit dans la filiation d’ISIDORE.
En mai 2024, Huma-Num IR* qui le développe a annoncé un programme jusqu'en 2030 permettant le développe d'ISIDORE vers l'inclusion d'IA génératives.

## Principes fondateurs
ISIDORE utilise les principes de l'accès ouvert et moissonne des métadonnées et les indexe en les enrichissant avec les termes de référentiels scientifiques. Le site se décline sous la forme d'un site web, d'une interface web pour mobile, de modules dédié au système de gestion de contenu WordPress, d'une interface de programmation. ISIDORE est l'une des plateformes engagée dans la démarche contemporaine d'ouverture des données scientifiques. Les enrichissements produits sont réalisés en trois langues (français, anglais, espagnol) par les possibilités qu'offrent les alignements sémantiques entre les référentiels utilisés par la plateforme. Depuis le 8 décembre 2018, elle bénéficie d'une nouvelle interface web et s'est doté, entre autres, de fonctions de réseau social permettant aux scientifiques d'afficher un "profil personnel" regroupant toutes leurs productions scientifiques.

## Fonctionnement technique
ISIDORE utilise des outils de traitement numérique et moissonne des métadonnées selon deux standard ouvert d'interopérabilité de métadonnées en science :
- OAI-PMH
- RDFa

Les métadonnées collectées sont converties en RDF et enrichies par IA, par traitement sémantique avec des termes et des référentiels scientifiques issus de thésaurus scientifiques (spécialisés ou généraux, mais toujours validés par les chercheurs des disciplines et remis à jour tous les ans). Les documents en texte intégral, liés aux métadonnées, sont indexés dans la mesure où ils sont librement accessibles. Les enrichissements issus du traitement sémantique sont accessibles à la fois par le site web de la plateforme (fonctionnalités d'un moteur de recherche) soit par son API.
Depuis 2015, le site se décline également sous la forme d'un module pour WordPress. En novembre 2015, Huma-Num, qui pilote la plateforme, a lancé l'application IMOCO qui permet à chacun de construire son propre moteur de recherche en sélectionnant dans les fonctionnalités de la plateforme. Il est également présent dans Zotero et dans Gallicagram.